# Révolte de Sacrovir
La révolte de Sacrovir est une révolte menée par deux aristocrates gaulois, l'éduen Julius Sacrovir et le trévire Julius Florus, contre les autorités romaines au cours du Ier siècle. Motivée par des considérations fiscales, les deux chefs refusant l'imposition du tribut, la révolte est matée par des légions romaines appelées de Germanie. Défaits par l'armée romaine, les deux meneurs tentent de se cacher ou de fuir mais finissent par se suicider.

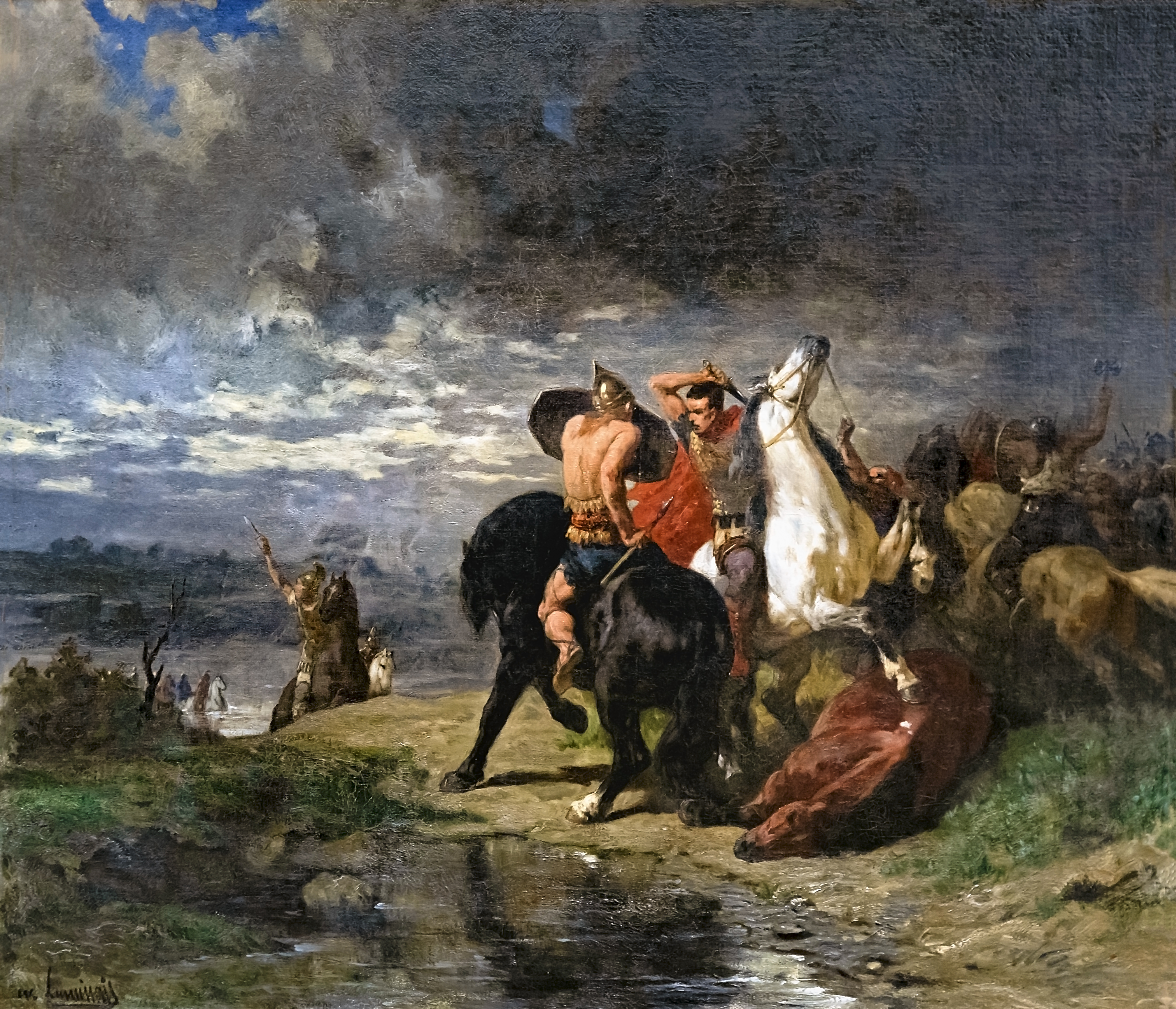
Combat de Romains et de Gaulois

## Cause de la révolte
On a longtemps vu dans ces événements une révolte authentiquement gauloise contre la domination romaine ; interprétation maintenant abandonnée. Les motifs de mécontentement sont en réalité à chercher du côté de la lourdeur de l’endettement et du fisc. C’est, selon une analyse d’Albert Grenier, une crise monétaire dans l’empire, une raréfaction de l’argent entraînant son enchérissement, qui est à l’origine du phénomène. Tibère aurait, pour remédier à la situation, pris une série de mesures dont certaines auraient touché la Gaule :
« [...] Galliarum et Hispaniarum Syriaeque et Graeciae principes confiscatos ob tam leue ac tam inpudens calumniarum genus, ut quibusdam non aliud sit obiectum, quam quod partem rei familiaris in pecunia haberent ; plurimis etiam ciuitatibus et priuatis ueteres immunitates et ius metallorum ac uectigalium adempta [...] »

« [...] dans les Gaules, dans les Espagnes, en Syrie et en Grèce, de grands personnages se virent confisquer leurs biens sur les accusations les plus impudentes et les plus futiles : par exemple, le seul crime reproché à certains d’entre eux fut qu’ils gardaient en argent une partie de leur avoir ; on retira même à un très grand nombre de cités [Ailloud : villes] et de particuliers leurs anciennes franchises, le droit d’exploiter leurs mines et d’utiliser librement leurs revenus [...] »
Confiscations dirigées contre de riches et puissants personnages (principes), remise en cause des droits d’exploitation et/ou d’usage sur des propriétés ou des revenus parfaitement légaux, et surtout annulation des privilèges fiscaux attachés aux statuts des cités libres et fédérées – et peut-être au statut personnel de citoyen romain –, voilà ce qui mit la Gaule sens dessus dessous. Les cités libres et fédérées, il est vrai, au contraire des cités stipendiaires, étaient normalement exemptées du tribut (stipendium) que payait la Gaule depuis la conquête, le gain était économique mais était également sensible en termes de prestige.
Sacrovir et Florus étaient donc les premiers touchés par ces mesures :
« Cette mesure fut présentée comme temporaire, mais elle dura et vint aggraver la situation de bien des notables gaulois. En effet, beaucoup d’entre eux s’étaient endettés; pour financer un train de vie public et privé qui s’était accru avec les premiers effets de la romanisation, notamment avec les grands investissements urbains liés à l’évergétisme et à l’aménagement des centres monumentaux; pour payer les impôts qui leur étaient réclamés en tant que propriétaires fonciers, mais aussi en tant que magistrats municipaux, responsables sur leur fortune de leur recouvrement. »

## Déroulement
Peu après les évènements de Germanie opposant Germanicus à Arminius, les Gaules connaissent à leur tour une révolte conduite par deux aristocrates indigènes, l’éduen Julius Sacrovir et le trévire Julius Florus. Tous deux tentent de soulever plusieurs peuples des Gaules, en commençant par le centre-ouest, avec les Andécaves et les Turons.
« Cette même année les cités gauloises, fatiguées de l'énormité des dettes, essayèrent une rébellion, dont les plus ardents promoteurs furent, parmi les Trévires, Julius Florus, chez les Éduens, Julius Sacrovir, tous deux d'une naissance distinguée, et issus d'aïeux à qui leurs belles actions avaient valu le droit de cité romaine, alors que, moins prodigué, il était encore le prix de la vertu. Dans de secrètes conférences, où ils réunissent les plus audacieux de leurs compatriotes, et ceux à qui l'indigence ou la crainte des supplices faisaient du crime un besoin, ils conviennent que Florus soulèvera la Belgique, et Sacrovir les cités les plus voisines de la sienne. Ils vont donc dans les assemblées, dans les réunions, et se répandent en discours séditieux sur la durée éternelle des impôts, le poids accablant de l'usure, l'orgueil et la cruauté des gouverneurs; ajoutant que la discorde est dans nos légions depuis la mort de Germanicus; que l'occasion est belle pour ressaisir la liberté, si les Gaulois considèrent l'état florissant de la Gaule, le dénuement de l'Italie, la population énervée de Rome, et ces armées où il n'y a de fort que ce qui est étranger» . Il y eut peu de cantons où ne fussent semés les germes de cette révolte. Les Andécaves et les Turons éclatèrent les premiers. Le lieutenant Acilius aviola fit marcher une cohorte qui tenait garnison à Lyon, et réduisit les Andécaves. Les Turons furent défaits par un corps de légionnaires que le même aviola reçut de Visellius Varro, gouverneur de la basse Germanie, et auquel se joignirent des nobles Gaulois, qui cachaient ainsi leur défection pour se déclarer dans un moment plus favorable. On vit même Sacrovir se battre pour les Romains, la tête découverte, afin, disait-il, de montrer son courage; mais les prisonniers assuraient qu'il avait voulu se mettre à l'abri des traits en se faisant reconnaître. Tibère, consulté, méprisa cet avis, et son irrésolution nourrit l'incendie. »
Julius Florus soulève quant à lui les Trévires.
On remarque d’ailleurs que les autres élites gauloises ne semblent pas acquises à la cause des deux révoltés. Julius Florus est battu par Julius Indus, dont le nom ainsi que la fonction dans l’armée laissent à penser qu’il appartenait à la même classe sociale que son compatriote. De même, Julius Sacrovir est obligé de prendre en otage les jeunes gens de bonnes familles étudiant à Autun pour rallier à sa cause leurs familles.

## Répression
Julius Florus est vite battu par les légions revenues de Germanie ; sa connaissance du terrain lui permet de se cacher quelque temps mais il finit par se suicider. Pendant ce temps, Sacrovir réussit à rallier une partie des Eduens et se serait constitué selon Tacite une armée irrégulière de 40 000 hommes en y incorporant également des gladiateurs et de jeunes nobles étudiants à Autun. Il se dirige ensuite vers les légions venant de Germanie Supérieure, qui marchent sur les Séquanes en ravageant leur territoire. Sacrovir est rapidement battu près de la cité d’Autun par le légat Silius ; il se réfugie dans sa villa avant de se suicider à son tour.